# Шанду
Шанду, Шангду или Ксанаду (на китайски: 上都, на пинин: Shàngdū; букв. „Горната столица“) е лятната столица на Кубилай хан и неговата династия Юен, управлявала Китай от 1271 до 1368 г. като част от Монголската империя.
Градът е строен е в периода 1252 – 1256 г. и първоначално е известен като Кайпингфу (Правителствена служба на префектура Кайпинг) , а след основаването на династия Юен и установяването на столицата в Даду или Канбалик (дн. Пекин) е преименуван на Шанду или Шангду („Горна столциа“).  Градът е бил разположен в днешна Вътрешна Монголия, 275 км северно от Пекин.
Планът на града е приблизително квадратен, със страни от по 2200 м. Състои се от Външен град и Вътрешен град, който грубо е квадрат със страни от по 1400 м в югоизточната част на града, където е двореца, обитаван от Кубилай хан през лятото. Дворецът има страни от по 550 м, 40% от Забранения град в Пекин. Големите каменни здания за важните особи са съставяли каменния град. В близост е бил писарският град, осеян с фонтани и храмове, обитаван от членовете на държавната администрация, военните, инженерите. Третият раздел на града е бил отделен за народа, където каменните китайски здания се редували с монголски юрти. Обграден от защитна стена, в града е имало зоологическа градина и паркове. Източният, южният и западният район извън града са места на пазари, жилища и складове.
Системата за отводняване на дъждовната вода е рядка за времето си.  В своя апогей Шанду е наброявал 200 000 души население. Най-видимите днешни останки са стените от пръст, но има и кръгова тухлена платформа в центъра на вътрешното заграждение. В града има такива руини като залата Даминг, павилиона Даан, където са открити теракотени плочки, мраморни резби и други находки, и кули на четирите ъгъла на двореца.
Шанду е посетен от венецианския пътешественик Марко Поло през 1275 г. Той е приет в двора на Кубилай хан и описва видяното в своята книга Милионът. През 1358 г. градът е унищожен от пожар поради въстанието на Червените забрадки , войнствени будисти, вярващи в идването на Майтрея.  На 28 юли 1368 г. последният император от династия Юен Тогон-Тимур избягал от Пекин и на 15 август пристигнал в Шанду. На 17 юни 1369 г. войски на династия Мин превзели града, а монголският двор избягал в днешния Кешигтенски окръг на Вътрешна Монголия.
Впоследствие Шанду се превръща в метафора за разкош, най-известно използвана в стихотворението на английския романтически поет Самюъл Колридж Kubla Khan (1797 г.). Днес градът е известен за някои като Ксианченг или „Градът призрак“, защото някои хора твърдят, че им се е явявал градът както е изглеждал по времето на Кубилай, с величествени дворци, високи стени, знамена, конници и пазари, но привидението изчезвало бързо след това. , 
През 1996 г. градът е внесен в списъка с кандидати за Световното културно наследство на ЮНЕСКО под името „Исторически останки в Юенски Шанду“.